# 迪纳加特群岛
迪纳加特群岛省，菲律賓華人称珍那葛島省，是菲律宾南部一群岛省份，位于莱特湾南部，隔苏里高海峡与莱特岛相望，南为棉兰老岛，总面积1036.3平方公里，人口120813人（2007年）。
迪纳加特群岛原为北苏里高省的一部分，2006年年底独立出来，成为卡拉加区下辖的独立一省，首府为仙扶西社（Municipality of San Jose，圣何塞鎮）。

## 行政区域
迪纳加特群岛划分为6个自治市。
- 巴西里萨（Basilisa）
- 卡迪安瑙，又译＂卡地安瑙＂（Cagdianao）
- 迪纳加特（Dinagat）
- 利比赫（Libjo）
- 洛雷托（Loreto）
- 圣何塞（San Jose）- 首府
- 图比根（Tubigon）